# Николич, Алекса
Алекса Николич (серб. Алекса Николић; род. 31 марта 1995, Панчево, СР Югославия) — сербский профессиональный баскетболист, играющий на позиции атакующего защитника.

## Карьера
Николич выпускник американского университета Маршалла, играл в NCAA за команду «Маршалл Тандеринг Херд». В сезоне 2014/2015 Алекса провёл 32 игры и набирал в среднем 5,0 очков, 4,1 подбора и 3,5 передачи.
В сезоне 2015/2016 Николич принял участие первых 2 играх, но 24 ноября 2015 года он получил травму, которая потребовала вмешательство лицевого хирурга.
В сезоне 2016/2017 Николич вернулся в баскетбол и выходил на площадку в 25 матчах за университетскую команду. В августе он принимал участие в баскетбольном турнире Универсиады в Тайбэе, где сербы стали четвёртыми.
В октябре 2017 года Николич подписал первый профессиональный контракт со «Спартаком», но уже в декабре покинул петербургский клуб. В 13 матчах Алекса в среднем набирал 8,5 очков за игру.
Сезон 2018/2019 Николич начинал в белградском ФМП, но в январе 2019 года перешёл в «Златибор».
В июне 2019 года Николич перешёл в «Оберварт Ганнерс» и, отыграв половину сезона, перебрался в боснийский «Зриньски». В июле продлил соглашение ещё на сезон.